# Frumușița
Frumușița là một xã thuộc hạt Galați, România. Dân số thời điểm năm 2002 là 5264 người.